# یایویی جینگوجی
یایویی جینگوجی (انگلیسی: Yayoi Jinguji; ۸ دسامبر ۱۹۶۵ – ۱۷ دسامبر ۲۰۱۷) صداپیشه اهل ژاپن بود. وی بین سال‌های ۱۹۸۹ تا ۲۰۱۷ میلادی فعالیت می‌کرد.